# Xiran Jay Zhao
Xiran Jay Zhao, de nationalité canadienne et d'origine chinoise, est une romancière et productrice de vidéos pédagogiques sur l'histoire et la culture chinoise. Son premier roman, Iron Widow, a été best-seller du New York Times en 2021 et a remporté le prix British Science Fiction 2021 dans la catégorie du meilleur livre pour jeune lectorat.
Zhao utilise les pronoms neutres they/them en anglais, qu'on peut traduire par « iel » en français.

## Jeunesse
Xiran Jay Zhao a grandi en Chine jusqu'à ses 10 ans, après quoi sa famille déménage au Canada. Zhao est d'héritage Hui du côté de son père.
Son premier roman a été écrit à 15 ans, à la suite d'une rencontre lors d'une convention d'anime. Il n'a pas été publié, mais a été une première inspiration.
Dans ses études, Zhao s'est spécialisée en sciences de la santé, avec un accent sur la recherche sur les maladies biochimiques à l'Université Simon Fraser. Zhao obtient son diplôme en 2020, en pleine pandémie de covid-19, et arrête rapidement le travail de bureau pour se consacrer à l'écriture.

## Carrière

### Écriture

#### Iron Widow
En mars 2020, Zhao signe un contrat de deux livres avec Penguin Teen Canada pour une histoire réimaginant l'accès au pouvoir de l'impératrice Wu Zetian dans un univers de Young Adult avec des armures robotisées (mecha). Zhao décrit la série comme une « fusion monstrueuse de [son] amour pour l'anime et de [son] amour pour les dramas de harem chinois »,.
Le premier volet de la série, Iron Widow, a été publié en septembre 2021 et a été en première classe de la liste des meilleures ventes du New York Times dans la catégorie Young Adult Hardcover,. Le deuxième volet de la série, Iron Widow 2: Heavenly Tyrant, a été publié en décembre 2024.

#### Zachary Ying
Début 2021, Zhao décroche un deuxième contrat de publication pour son roman Zachary Ying and the Dragon Emperor, de la fantasy contemporaine niveau collège, avec Margaret K. McElderry Books,, une filiale de Simon & Schuster.
Le roman est sorti le 10 mai 2022 au Canada et s'est placé quatrième sur la liste des meilleures ventes du New York Times dans la catégorie Children's Middle Grade Hardcover (« Grand format jeunesse ») ; il est resté sur la liste pendant deux semaines. Selon un journaliste du Globe and Mail, Zachary Ying tout comme Iron Widow touchent aux « obsessions » de Zhao : l'anime et l'histoire et la mythologie chinoises, en mettant en avant les éléments importants pour Zhao de la culture et mythologie chinoises.

### Présence sur Internet
En septembre 2020, Zhao écrit un fil Twitter devenu viral critiquant les inexactitudes culturelles de la version en prise de vues réelles du remake de Mulan par Disney. Zhao en fait sa première vidéo, puis publie depuis des vidéos éducatives sur l'histoire et la culture chinoises, sur sa chaine YouTube qui comptait 325 000 abonnés fin 2021.
La présence sur Internet de Xiran Jay Zhao a contribué au succès d’Iron Widow : Zhao partage souvent des mèmes sur ses livres, et en parle également sur TikTok, participant ainsi à la communauté « BookTok » des personnes parlant de livres sur le réseau social. Selon Kara Savoy, directrice du marketing intégré de Penguin Random House Canada, « lorsque Xiran a fait une vidéo de déballage de ses services de presse, les chiffres de prévente aux États-Unis ont augmenté de 600 % cette semaine-là ».

### Censure politique lors du prix Hugo et Astounding
Après avoir été éligible en 2022 au prix Astounding récompensant un nouvel écrivain de science fiction, la nomination de Zhao est déclarée inéligible en 2023 alors que la cérémonie se déroule à Chengdu en Chine. Les révélations d'une des administrarices du prix confirment les soupçons de censure politique dont ont également été victimes R. F. Kuang et la série télévisée Sandman. Xiran Jay Zhao obtient ensuite le prix Astounding du meilleur nouvel écrivain 2024.

## Récompenses et nominations
| Année | Prix                                                           | Catégorie                                                      | Œuvre      | Résultat   | Ref.   |
| ----- | -------------------------------------------------------------- | -------------------------------------------------------------- | ---------- | ---------- | ------ |
| 2021  | Prix British Science Fiction                                   | Meilleur livre pour le jeune lectorat                          | Iron Widow | Lauréat    | [ 25 ] |
| 2021  | Prix Andre-Norton                                              | Prix Andre-Norton                                              | Iron Widow | Nomination | [ 26 ] |
| 2022  | Prix de l'Association des libraires du nord-ouest du Pacifique | Prix de l'Association des libraires du nord-ouest du Pacifique | Iron Widow | Lauréat    | [ 27 ] |
| 2022  | Prix Lodestar du meilleur livre pour jeunes adultes            | Prix Lodestar du meilleur livre pour jeunes adultes            | Iron Widow | Finaliste  | ,      |
| 2022  | Barnes & Noble Children's & YA Book Awards                     | Catégorie Jeunes Adultes                                       | Iron Widow | Lauréat    | [ 30 ] |
| 2022  | Prix Locus                                                     | Meilleur premier roman                                         | Iron Widow | Nomination | ,      |
| 2022  | Prix Locus                                                     | Meilleur roman pour jeunes adultes                             | Iron Widow | Nomination | ,      |
| 2022  | Prix Astounding du meilleur nouvel écrivain                    | Prix Astounding du meilleur nouvel écrivain                    | –          | Finaliste  | ,      |
| 2024  | Prix Astounding du meilleur nouvel écrivain                    | Prix Astounding du meilleur nouvel écrivain                    | –          | Lauréat    | [ 33 ] |

## Œuvres littéraires

### SérieIron Widow
1. Iron Widow[34], La Martinière jeunesse, 2022 ((en) Iron Widow (en), Penguin Teen Canada, 2021  (ISBN 978-0735269934)), trad. Isabelle Troin, 464 p.  (ISBN 978-2-7324-9929-1)
2. Heavenly Tyrant, La Martinière jeunesse, 2025 ((en) Heavenly Tyrant, Penguin Teen Canada, 2024), trad. Isabelle Troin, 688 p.  (ISBN 978-2-7324-9933-8)

### Livre jeunesse
- (en) Zachary Ying and the Dragon Emperor (en), Simon & Schuster/McElderry Books, 2022  (ISBN 978-1665900706)